# Opération Graffham
Pendant opération Bodyguard
L’opération Graffham était une opération militaire de diversion mise en œuvre par les Alliés pendant la Seconde Guerre mondiale. Elle faisait partie de l'opération Bodyguard, une vaste tromperie stratégique visant à dissimuler l’imminent débarquement de Normandie. L’opération Graffham apporta un soutien politique à la diversion visuelle et radio de l'opération Fortitude Nord. Ces opérations créèrent ensemble une menace fictive sur la Norvège durant l'été 1944.
La planification de l'opération débuta en février 1944. Contrairement aux autres parties de l’opération Bodyguard, l’opération Graffham fut planifiée et exécutée par les Britanniques, sans participation américaine. L'objectif de Graffham était de convaincre les services de renseignement allemands que les Alliés construisaient activement des liens politiques avec la Suède, en préparation d'une invasion prochaine de la Norvège. Cela impliqua des rencontres entre plusieurs responsables britanniques et suédois, ainsi que l'achat de titres norvégiens et l'utilisation d'agents doubles pour répandre des rumeurs. Pendant la guerre, la Suède maintint une position neutre et l'on espèrerait que si le gouvernement était convaincu d'une invasion alliée imminente de la Norvège, cela filtrerait vers le renseignement allemand.
L'impact de Graffham fut minime. Le gouvernement suédois donna son accord pour quelques-unes des concessions demandées lors des réunions, et quelques hauts fonctionnaires étaient convaincus que les Alliés envahiraient la Norvège. Dans l'ensemble, l'influence des opérations Graffham et Fortitude Nord sur la stratégie allemande en Scandinavie est contestée.

## Contexte
L’opération Graffham faisait partie de l'opération Bodyguard, une vaste opération militaire stratégique de diversion destinée à semer la confusion au sein du haut commandement de l'Axe sur les intentions alliées pendant la période qui précéda le débarquement de Normandie. Un des éléments clés de Bodyguard était l’opération Fortitude Nord, qui promouvait une menace fictive contre la Norvège grâce au trafic radio et à la tromperie visuelle. Fortitude Nord jouait sur la croyance allemande, et en particulier celle d'Adolf Hitler, que la Norvège était un objectif clé pour les Alliés (bien qu'ils eussent déjà examiné et rejeté l'option).
Les Alliés avaient déjà mis en œuvre plusieurs opérations de diversion contre la région (par exemple via l'opération Hardboiled en 1942 et l’opération Cockade en 1943). En conséquence John Bevan, chef de la London Controlling Section (LCS - section de contrôle de Londres) et chargé de l'organisation générale de Bodyguard, était préoccupé par le fait que la supercherie visuelle/radio ne serait pas suffisante pour créer une menace crédible.
Bevan suggéra une tromperie politique dans le but de convaincre le gouvernement suédois que les Alliés se destinaient à envahir la Norvège. Pendant la guerre, la Suède maintint une position neutre, et eut des relations à la fois avec l'Axe et les nations alliées. Il fut donc supposé que si la Suède croyait à une menace imminente sur la Norvège, cela serait transmis aux services de renseignement allemands. L’opération Graffham fut envisagée comme un prolongement de la pression exercée par les Alliés sur la Suède afin de mettre fin à leur position de neutralité, un exemple étant les demandes pour mettre fin à l'exportation de roulements à billes (un composant important dans la fabrication de matériel militaire) en Allemagne. En augmentant cette pression avec de fausses demandes supplémentaires, Bevan espérait convaincre davantage les Allemands que la Suède se préparait à rejoindre les nations alliées.

## Planification
Le 3 février 1944, le LCS proposa un plan « pour inciter l'ennemi à croire que nous sollicitions l'aide de la Suède dans le cadre des opérations britanniques et russes envisagées contre le nord de la Norvège au printemps de cette année ». Le LCS reçut l'autorisation pour l’opération Graffham le 10 février 1944. Ce serait une opération entièrement britannique sans participation américaine (à la différence des autres composantes de Bodyguard). Basé sur les recommandations des chefs d'état-major, le LCS prépara sept demandes à présenter au gouvernement suédois:
1. Accès à l'espace aérien suédois pour le passage des avions alliés, incluant l'autorisation pour des atterrissages d'urgence
2. Accès aux installations de réparation des aérodromes suédois pour des durées allant jusqu’à 48 heures
3. Autorisation pour des vols de reconnaissance dans l'espace aérien suédois
4. Collaboration entre experts britanniques et suédois des transports pour organiser le transport d'équipements à travers la Suède après le retrait allemand
5. Permission pour le colonel H.V. Thornton (l'ancien attaché militaire en Suède) de rencontrer des responsables suédois
6. Accord pour l'achat des valeurs mobilières norvégiennes par le gouvernement britannique
7. Faux trafic radio entre les deux pays et la possibilité pour les exilés norvégiens de passer de la Grande-Bretagne en Suède

Après discussion, il fut décidé d’abandonner les demandes pour atterrir sur les aérodromes suédois et celle liés aux exilés norvégiens. Le LCS conçut un plan pour présenter les demandes en plusieurs étapes plutôt qu'en une seule fois. Différents envoyés devraient construire des relations avec le gouvernement suédois et présenter les propositions sur une certaine période de temps.

## Fonctionnement
La première étape de l’opération Graffham commença en mars et avril 1944. Sir Victor Mallet, envoyé extraordinaire et ministre plénipotentiaire britannique en Suède, fut rappelé à Londres pour une réunion d'information sur l'opération. Le 25 mars, Wulf Schmidt, un agent double connu sous le nom de code Tate, transmit un message à ses officiers traitants expliquant que Mallet était dans le pays pour recevoir des instructions et serait de retour en Suède pour des « négociations importantes »,,.
Mallet se rendit à Stockholm le 4 avril où il rencontra Erik Boheman, le ministre suédois aux Affaires étrangères. Au cours de la réunion, il présenta les propositions pour des vols de reconnaissance britanniques et pour la collaboration sur le transport. Le gouvernement suédois rejeta la première, mais accepta la dernière. Cependant, en privé, Boheman indiqua que la force aérienne suédoise ne poursuivrait pas les avions alliés dans son espace aérien et que les limites de la collaboration sur le transport impliquaient qu'elle n’aurait que peu d'avantages pour les Britanniques.
Ce n'était pas un début encourageant pour l'opération, mais malgré cela, le LCS décida de poursuivre la duperie. Le voyage du colonel Thornton fut approuvé et il se rendit à Stockholm à la fin d’avril. Thornton passa deux semaines en Suède, rencontra le chef de la force aérienne royale suédoise, le général Bengt Nordenskiöld. Les conférences furent tenues à un degré élevé de secret dans l'espoir que cela mettrait l'accent sur leur importance. Cela eut l'effet désiré ; les conversations de Thornton furent enregistrées par un chef de la police pro-allemand et transmises en Allemagne. Malgré le fait qu’il eut été du côté des Alliés, Nordenskiöld communiqua très peu d'informations sensibles à Thornton. Nordenskiöld était convaincu que les Alliés se préparaient à envahir la Norvège mais il garda cette conviction pour lui-même, contrairement aux espoirs alliés. Thornton retourna en Angleterre le 30 avril.
Parallèlement à ces démarches, le gouvernement britannique commença à acheter des valeurs mobilières norvégiennes.

## Impact
Dans l'ensemble, l'opération semblait atteindre quelques-uns de ses objectifs initiaux. L'approche politique conduisit à une intensification des débats entre les niveaux inférieurs de la bureaucratie suédoise quant à la possibilité d'une invasion de la Norvège. Cependant, elle ne réussit pas à convaincre les plus hauts niveaux du gouvernement (à l'exception de Nordenskiöld, qui ne communiqua ses pensées à personne). Même l'achat de titres norvégiens passa inaperçu. La croyance dominante dans le gouvernement suédois était que toute invasion de la Norvège serait une diversion et que le continent européen serait toujours la cible principale des Alliés.
Graffham fut envisagé comme un moyen de renforcer les objectifs de l’opération Fortitude Nord et dans l'ensemble cet aspect du plan fut un succès. Des documents allemands, saisis après la guerre, montrèrent que, bien qu'ils ne croyaient pas que la Norvège pouvait être le principal objectif de l'invasion, les unités de Fortitude Nord furent jugés capables d'une attaque de diversion. À la suite de ces opérations de diversion, les forces allemandes en Scandinavie furent mises en état d'alerte élevé et ne furent pas transférées au sud pour renforcer le front en France,.
L’évaluation dans laquelle les deux opérations Graffham et Fortitude Nord influencèrent la stratégie allemande en Scandinavie est sujet à discussion. Certains historiens arguant du fait que très peu de fausses informations atteignirent l'ennemi. Tandis que d'autres soutiennent que l'existence de fausses unités en Écosse permit de confirmer les craintes allemandes d'une attaque de diversion dans la région.